# Julius Wagner
Bruno Julius Wagner (Reutlingen, 12 ottobre 1882 – Berna, 2 marzo 1952) è stato un tiratore di fune e ginnasta tedesco naturalizzato svizzero.

## Biografia
Ha partecipato, per la Germania, ai giochi olimpici di Atene di 1906, dove ha vinto la medaglia d'oro nel tiro alla fune con la squadra tedesca, battendo la squadra greca.
Ha partecipato anche alle gare di atletica  e di ginnastica.
Ha partecipato, per la Svizzera, alle gare di atletica ai giochi di Londra del 1908 e di Stoccolma del 1912.

## Palmarès
In carriera ha conseguito i seguenti risultati:
- Giochi olimpici

Atene 1906: oro nel tiro alla fune.